# Crowley (Louisiana)
Crowley és una població dels Estats Units a l'estat de Louisiana. Segons el cens del 2008 tenia 11.980 habitants.

## Demografia
Segons el cens del 2000, Crowley tenia 14.225 habitants. La densitat de població era de 1.118,6 habitants/km².
Per edats la població es repartia de la següent manera: un 28,5% tenia menys de 18 anys, un 9,8% entre 18 i 24, un 25,9% entre 25 i 44, un 20,3% de 45 a 60 i un 15,6% 65 anys o més.
L'edat mediana era de 35 anys. Per cada 100 dones de 18 o més anys hi havia 83,3 homes.
La renda mediana per habitatge era de 24.495 $ i la renda mediana per família de 28.180 $. Els homes tenien una renda mediana de 27.684 $ mentre que les dones 19.706 $. La renda per capita de la població era de 13.734 $. Entorn del 24,3% de les famílies i el 28% de la població estaven per davall del llindar de pobresa.

## Poblacions més properes
El següent diagrama mostra les poblacions més properes.